# Pietro Gilardoni
Pietro Gilardoni (* 18. Oktober 1763 in Puria; † 24. Mai 1839 in Mailand) war ein italienischer Architekt und Kupferstecher.

## Leben
Pietro Gilardoni war ein Sohn von Domenico und dessen Ehefrau Francesca Mariani und wurde am Ufer des Luganersees geboren. Er zog, nachdem er von beiden Eltern verwaist war, nach Mailand, wo er ab 1776 im Ufficio del censo als Zeichner für Karten der Gebiete entlang des Ticino arbeitete. Er war Schüler von Leopoldo Pollack, mit dem er 1791 an der Realisierung der Fassade der Basilika San Vittore in Varese und 1793 an der Villa Belgiojoso (heute Villa Reale) in Mailand mitwirkte.
Gilardoni war auch ein Gelehrter des Kupferstichs und fertigte 1794 die Zeichnungen für das anatomische Theater der Universität Pavia an, das von Pollack entworfen wurde. 1793 heiratete er Angela Pozzi, eine Verwandte des Architekten und Professors Paolo Pozzo, mit dem Gilardoni während der Ausführung des Projekts Pavia korrespondierte.
Mit der Gründung der Cisalpinischen Republik kehrte Gilardoni in den öffentlichen Dienst zurück: 1797 arbeitete er im Topographischen Büro des Ingenieurkorps und später im Kriegsministerium. Ab 1802 war er zweiter Architekt bei der Soprintendenza per le Fabbriche Nazionali unter der Leitung von Architekt Luigi Canonica. In dieser Zeit arbeitete Gilardoni vor allem an der Umwandlung religiöser Gebäude für öffentliche Zwecke, wie dem Justizarchiv im ehemaligen Bellarmine-Oratorium, den Schulen im ehemaligen Kloster Sant’Agnese und dem Gerichtsgebäude im ehemaligen Kloster Sant’Antonio, alles Werke in Mailand.
Im Jahr 1805 wurde die Superintendentur aufgelöst und Gilardoni begann für das Innenministerium und das Justizministerium zu arbeiten, die ihren Sitz in Mailand hatten, der damaligen Hauptstadt des Königreichs Italien (1805–1814) und vor der Republik (1802–1805). 1806 richtete er die königlichen Galerien für die Pinakothek im Palazzo di Brera ein und entwarf den Palazzo della Scuola di Disegno für die Militärschule für Infanterieoffiziere in Pavia. Im Jahr 1807 vollendete er die Tabakfabrik und die Veterinärschule im ehemaligen Kloster Santa Francesca. 1808 baute er das ehemalige Kloster Santa Maria della Passione zum Conservatorio Giuseppe Verdi um. 1809 entwarf er die Fassade des Taubstummeninstituts im ehemaligen Kloster San Vincenzino, dessen Refektorium er für die Mosaikschule umbaute. 1811 entwarf er die neuen Gewächshäuser für den botanischen Garten von Braidense, der 1850 fertiggestellt wurde.

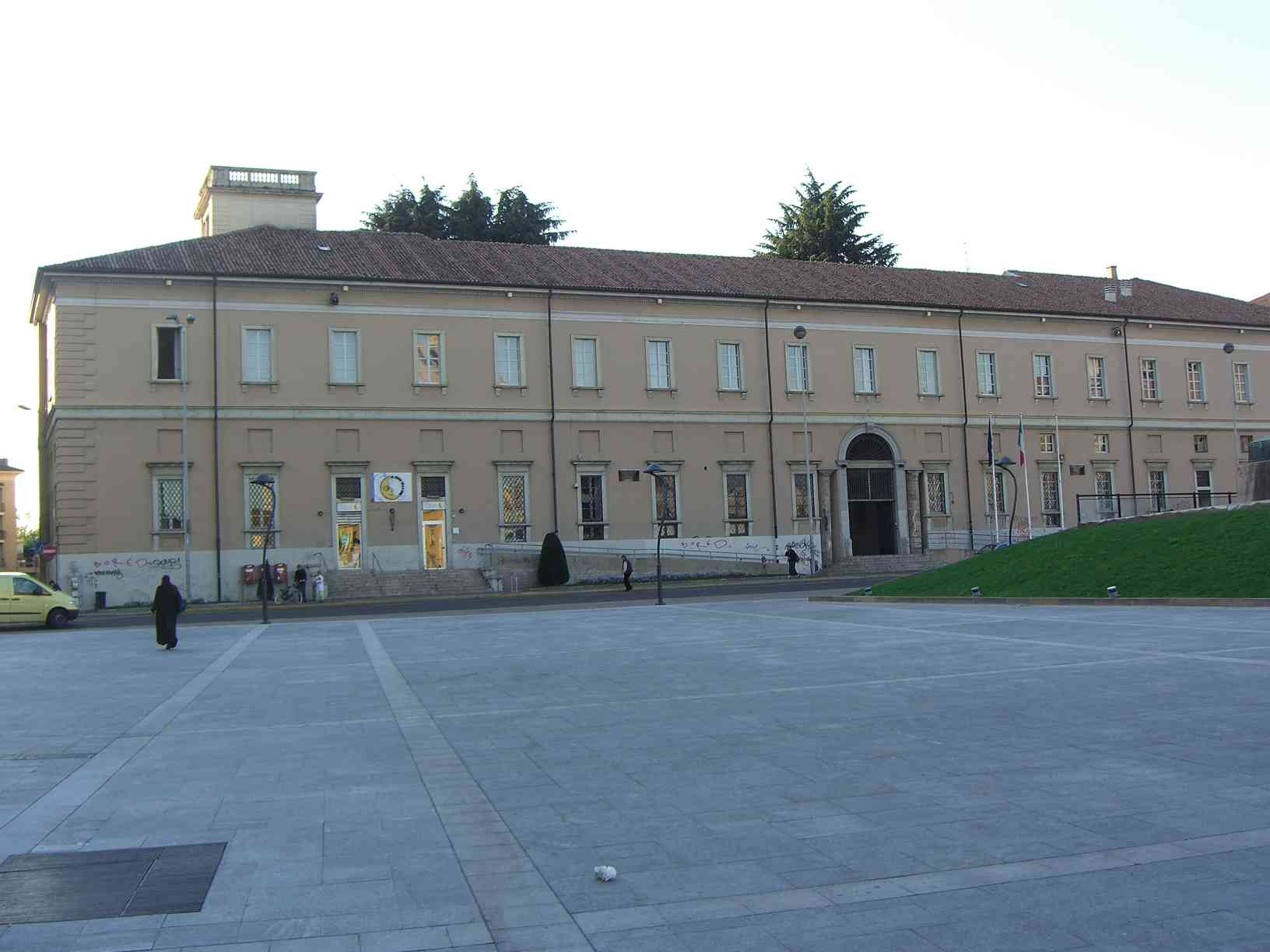
Pietro Gilardoni, Lyceum Bartolomeo Zucchi

Gilardoni versuchte sich auch an städtebaulichen Arbeiten in Mailand: 1805 entwarf er nach einer Idee des Vizekönigs Eugène de Beauharnais einen großen botanischen Garten im ehemaligen Kloster Santa Teresa, der jedoch nie realisiert wurde. Im gleichen Zeitraum arbeitete er am Bau einer Straße zwischen der Porta Nuova und der Porta Comasina, einschließlich des Baus eines neuen Tores in den Bastioni und der Gestaltung des Platzes, von dem aus die Straße zur Königliche Villa von Monza begann, aber das Projekt wurde von Luigi Canonica 1807 nicht aufgegriffen. Stattdessen realisierte Gilardoni 1808 die Gestaltung eines Abschnitts der Bastioni zwischen der Porta Nuova und dem Bereich der Porta Tenaglia als öffentliche Promenade.

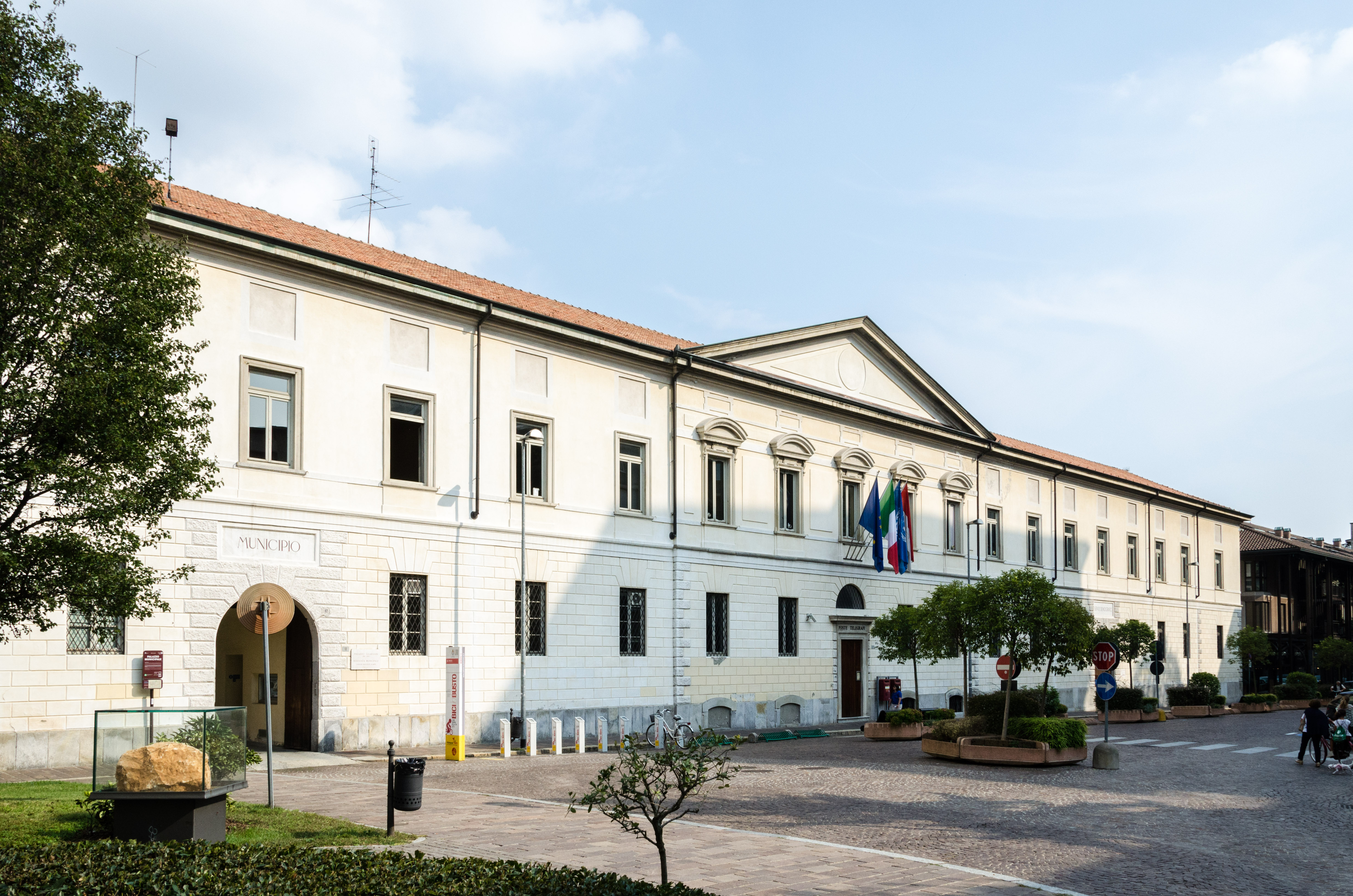
Palazzo Gilardoni in Busto Arsizio

Mit der Rückkehr der österreichischen Regierung nach Mailand wurde Gilardoni im Gegensatz zu Pollack und Giuseppe Piermarini in seinen Ämtern bestätigt und 1817 mit der Renovierung der Fassade des Palazzo Diotti beauftragt, der zum Regierungssitz des neu gegründeten Königreichs Lombardo-Venetien geworden war. Im Palazzo Brera entwarf er 1817 den Preissaal und 1819 die Regale des neuen, vergrößerten dritten Saals der Bibliothek, während sein letzter offizieller Auftrag 1829 die neue Terrasse des astronomischen Observatoriums war.
Gilardoni arbeitete auch für andere als öffentliche Auftraggeber: 1822 renovierte er das Priesterseminar in Monza, das heutige Liceo ginnasio statale Bartolomeo Zucchi. 1824 entwarf er die Erweiterung des Ospedale Fatebenefratelli in Mailand, ein Projekt, dem weitere Krankenhausbauten folgten, wie der Umbau des Kollegiums Busto Arsizio in ein Krankenhaus (Palazzo Gilardoni, heute das Rathaus) oder die Krankenhäuser von Vimercate und Varese, heute teilweise abgerissen und für Wohnzwecke umgebaut.
Ebenfalls von Gilardoni stammen der Palazzo Manzi in Dongo (das heutige Rathaus), die Fassade und der Glockenturm der Kirche San Vittore in Porlezza (nach seinem Tod errichtet) und der Hochaltar der Kirche Santa Maria Assunta in Puria.